# Yuvalak, Tefenni
Yuvalak là một xã thuộc huyện Tefenni, tỉnh Burdur, Thổ Nhĩ Kỳ. Dân số thời điểm năm 2010 là 92 người.